# 开干河
开干河也作格干沟，位于中华人民共和国新疆维吾尔自治区西部，是伊犁河右岸支流。河名源自蒙古语“格根”，为“清澈的河水”之意。发源于伊犁哈萨克族自治州霍尔果斯市北部天山支脉别珍套山南坡，由北向南流，于格干沟牧场畜牧连以北出山口，出山口后河道豁然变宽，分为东、西两支叉流：东支过新疆生产建设兵团第四师六十一团引水枢纽及电站后，由东部山前的玉希布拉克沟（又名三道泉河）等三条泉流相继汇入，之后部分水量引入东岸莫乎尔牧场格干管理区、六十一团牧场和灌区，尾水入三道河子；西支游荡于宽浅的古河床中，时有潜水溢出，下游入可克达拉市（新疆生产建设兵团第四师师部）境内的塔克尔穆库尔沙漠，以地下水方式补给伊犁河。山区河长35千米，集水面积200平方千米。